# Second regard
Second regard était une émission de télévision d'affaires publiques diffusée du 7 septembre 1975 au 12 mai 2019, à la Télévision de Radio-Canada. Par ses rencontres humaines et marquantes, ses reportages uniques et ses entrevues parfois bouleversantes, l’émission Second regard se faisait le reflet fidèle des grands courants spirituels qui inscrivent l’être humain dans son univers. Un second regard sur les événements d’actualités, sur la quête de sens, sur ce monde en perpétuel changement.
L'émission était animée depuis 1995 par Alain Crevier. Elle a auparavant été animée entre autres par Madeleine Poulin, Jacques Houde, Myra Cree, Normand Séguin, Carole Vallières et Claudette Lambert.